# Miroslav Filip
Miroslav Filip est un grand maître international tchèque du jeu d'échecs né le 27 octobre 1928 à Prague et mort dans cette même ville le 27 avril 2009.

## Biographie et carrière

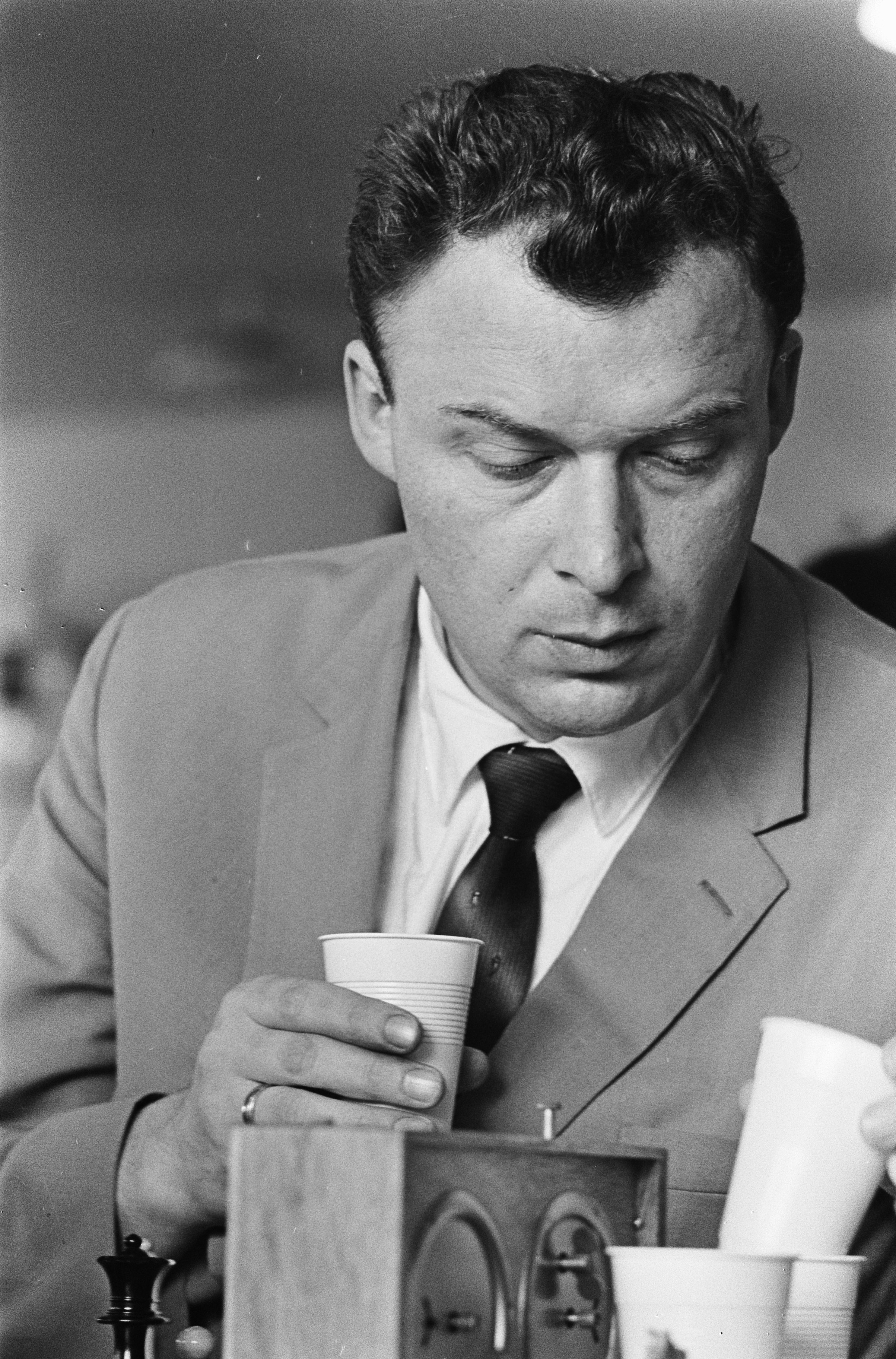
Miroslav Filip en 1965

Filip devint maître international en 1953 et grand maître international en 1955. Il a été deux fois candidat au championnat du monde d'échecs, à Amsterdam en 1956 (il termina huitième sur dix participants) et à Curaçao en 1962 (il finit dernier), et a remporté le championnat de Tchécoslovaquie en 1950 (ex æquo), 1952 et 1954. Dans les années 1980 Filip a renoncé aux échecs professionnels, tout en restant actif comme journaliste.